# Primeira Guerra Luso-Ovimbundo
A Primeira Guerra Luso-Ovimbundo, também conhecida como Guerra de 1774-1778, foi um conflito armado entre os reinos dos povos ovimbundos, principalmente na figura dos reinos Bailundo e Bié, contra o Império Português.
O conflito foi motivado pela ambição colonial portuguesa, colocando o povo ovimbundo contra os imigrantes europeus e os representantes coloniais.

## Antecedentes
As férteis terras altas de Benguela, também conhecidas como nano, eram tradicionalmente cultivadas pelos povos bantos. A invasão do início do século XVII, pelos povos imbangalas levou a uma fusão das duas populações e a subsequente criação dos reinos ovimbundos. A região de Benguela foi explorada pela primeira vez por mercadores portugueses em meados do século XVII, iniciando o comércio de escravos, marfim, cera de abelha e borracha.
As primeiras investidas do Império Português tentando atingir os ovimbundos se deram ainda no século XVII nos conflitos contra a rainha Ana de Sousa Ginga, em 1645. Em 1660 uma nova expedição lusitana foi malsucedida e repelida pelos ainda politicamente desorganizados povos ovimbundos.
Se apercebendo dos riscos da influência portuguesa, os reinos ovimbundos começaram a estabelecer-se na virada no século XVII para o século XVIII, com destaque para a investidura de Katyavala Bwila I, no reino Bailundo (1700), e Vyie, no reino do Bié (1750).
Confrontos ocasionais entre portugueses e os ovimbudos ocorreram no século XVIII, durante a abertura dos caminhos coloniais de exploração do leste, áreas ainda fortemente resistentes à ingerência estrangeira. Numa tentativa de uma rota sulista mais pacífica, os portugueses empreenderam, contra o reino Galangue, a Guerra de Galangue (1768-1769), onde derrotaram o rei Caconda, conseguindo forçar a retomada da Fortaleza de Caconda.

## Conflito
O conflito se desenrolou em cinco momentos, sendo dois deles contra o reino Bailundo, dois contra o reino do Bié e um contra uma coalizão ovimbundo.

### Batalha da coalizão
Apercebendo-se dos resultados da guerra de Galangue, com o plano português de invasão do planalto, os reinos de Quingolo e Bailundo formaram aliança, com apoio do Bié, em 1774, para resistir à invasão, capitaneados pelo rei bailundo Chingui I.
As tropas da coalizão repeliram a invasão, empreendendo grande perseguição, fazendo os lusos retornarem à Caconda. O reino Quingolo porém saiu fortemente enfraquecido.

### Primeiro ataque ao Bié
Para minar a força do Bié, na altura o mais forte dos reinos ovimbundos, Portugal enviou tropas à fronteira onde começou a atacar aldeias e ombalas, entre 1774 e 1775, sufocando a produção agrícola local.
Portugal não conseguiu tomar o reino, mas a estratégia mostrou-se bem sucedida, na medida em que alimentou a formação de uma facção rival ao rei bieno Ndjilahulu I, liderada pelo pretendente Kangombe I.

### Batalha de Lumbanganda
A partir de Caconda, uma coluna militar foi formada para avançar sobre o Bailundo, em 1776. O ataque foi considerado brutal, que culminou na fuga do Soma Inene (rei) Chingui I e sua força para uma fenda que se localiza na serra Lumbanganda.
O esconderijo foi descoberto após a entrega de posição pela Inaculo (rainha) bailunda, culminando na detenção de Chingui I e dela própria. Cativos em domicílio em Luanda, nasceu-lhes o filho Elanga Ngongo Chikundiakundi Puka Kaliliwa Lonjila Ekuikui.

### Grande batalha bailunda
Os portugueses investiram Chiliva Bambangulu Chingui II, filho do antigo monarca, exigindo-lhe fidelidade, o que o mesmo pouco tempo depois rechaçou.
Na ausência de fortificação, os portugueses retornaram à Caconda, enquanto Chingui II reorganizava suas tropas e tentava fortificar as aldeias.
Prontamente os portugueses responderam, enviando tropas à fronteira, atacando aldeias a partir de 1776, enquanto eles mesmos não se organizavam totalmente.
Em 1777 os bailundos tentam interromper o avanço lusitano, levando a uma situação de inconclusão bélica até 1778.
Em 1778, aproveitando a situação calamitosa causada por uma seca, uma coluna portuguesa avança sobre Halã-Vala, a capital do reino Bailundo, bem como sobre as ombalas de Andulo e Viye. O rei Chingui II morre em batalha, sem que seu corpo consiga ser recuperado. O reino Bailundo perde as ombalas de Viye e Andulo, com a última tornando-se um reino fantoche.
Em Luanda é investido Ekuikui I como Soma Inene (rei) bailundo, sendo este um monarca favorável a Portugal.

### Grande batalha biena
Cientes da dificuldade de atacar o Bailundo e o Bié ao mesmo tempo, os portugueses começaram a por em prática a estratégia de derrotar os reinos de dentro para fora. Assim, foram enviados mercenários que apoiaram a facção de Kangombe I.
Uma estratégia de guerrilhas permaneceu entre 1776 e 1778, quando, ao derrotar os bailundos, Portugal reuniu forças para tentar imprimir derrota aos bienos.
Em 1778, numa grande batalha, o Cuíto foi invadido pelas tropas lusitanas. O rei Ndjilahulu I foi deposto, assumindo em seu lugar Kangombe I.